# Misión San Juan Bautista
Misión San Juan Bautista es una misión del siglo XVIII de época novohispana situada en San Juan Bautista, condado de San Benito, California.
Se trata de la decimoquinta de las misiones españolas establecidas en la actual California. 
En la actualidad es una iglesia parroquial de la diócesis de Monterrey.

## Historia

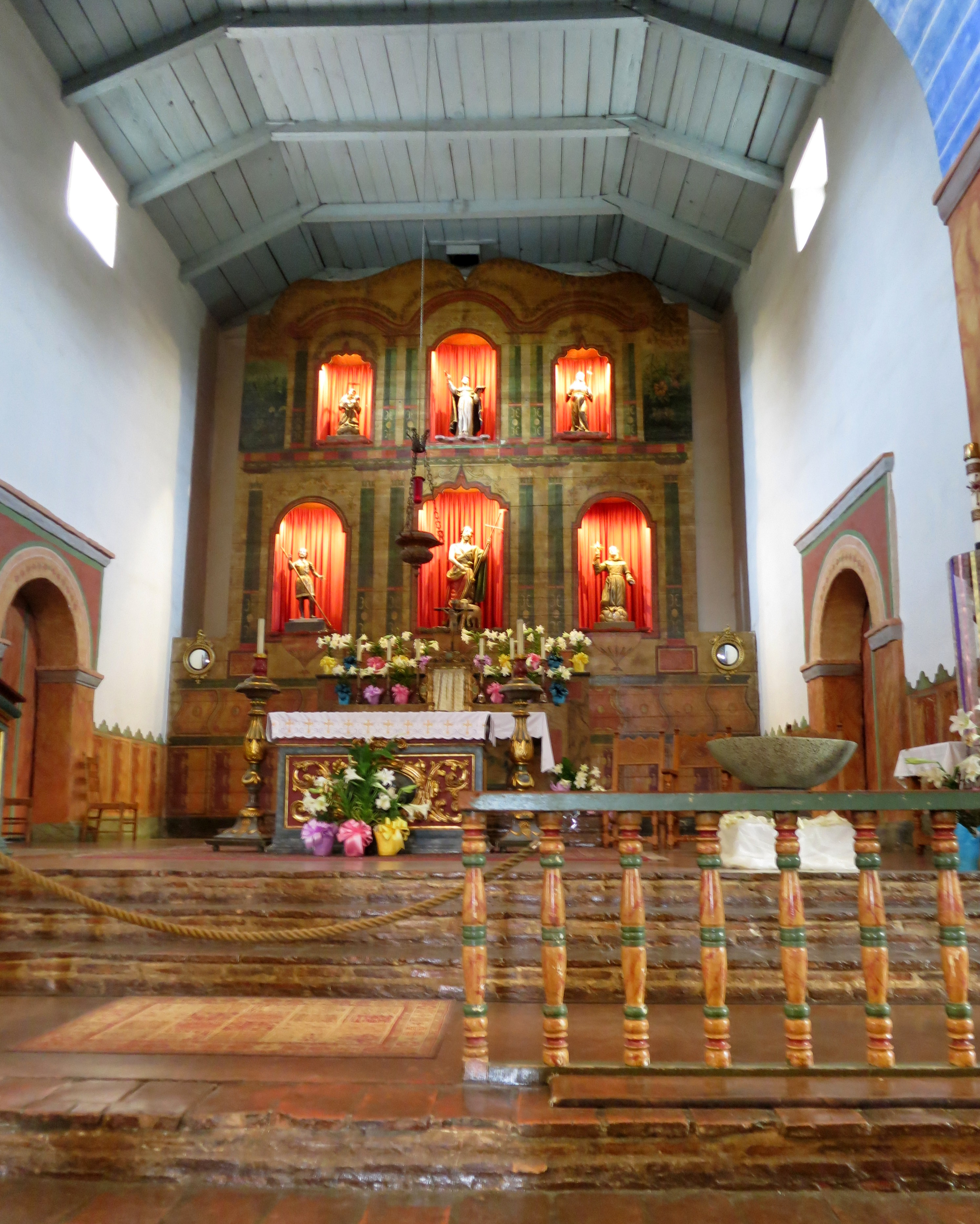
El presbiterio de la iglesia con decoración de Pascua.

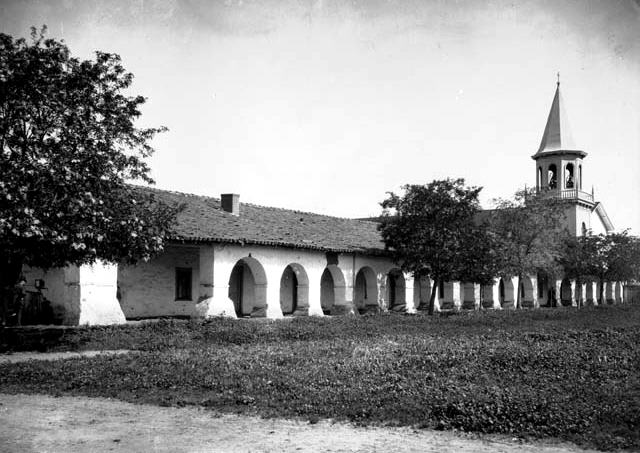
Una fotografía de la Misión San Juan Bautista tomada entre 1880 y 1910. El campanario (a la derecha), construido después de que la misión fuera secularizada, fue posteriormente destruido en un incendio.

La misión fue fundada el 24 de junio de 1797 por Fermín de Lasuén, de la orden franciscana para la evangelización de los Ohlone y los Yokuts, procedentes estos últimos del Valle Central. La misión se construyó en torno a una plaza en la que se encontraba la iglesia, además de un convento de monjas, la casa José Castro, el actual Hotel Plaza, cuartel militar y otros edificios que hoy se pueden ver en su forma original.
La misión fue un éxito y su población creció rápidamente. En 1803, había 1.036 nativos americanos viviendo en la misión. La actividad ganadera y agrícola había avanzado a buen ritmo, contabilizándose ese año 1.036 cabezas de ganado vacuno, 4.600 ovejas, 22 cerdos, 540 caballos y 8 mulas. Al mismo tiempo, la cosecha de trigo, cebada y maíz se estimó en 2.018 fanegas, de unas 220 libras cada una.

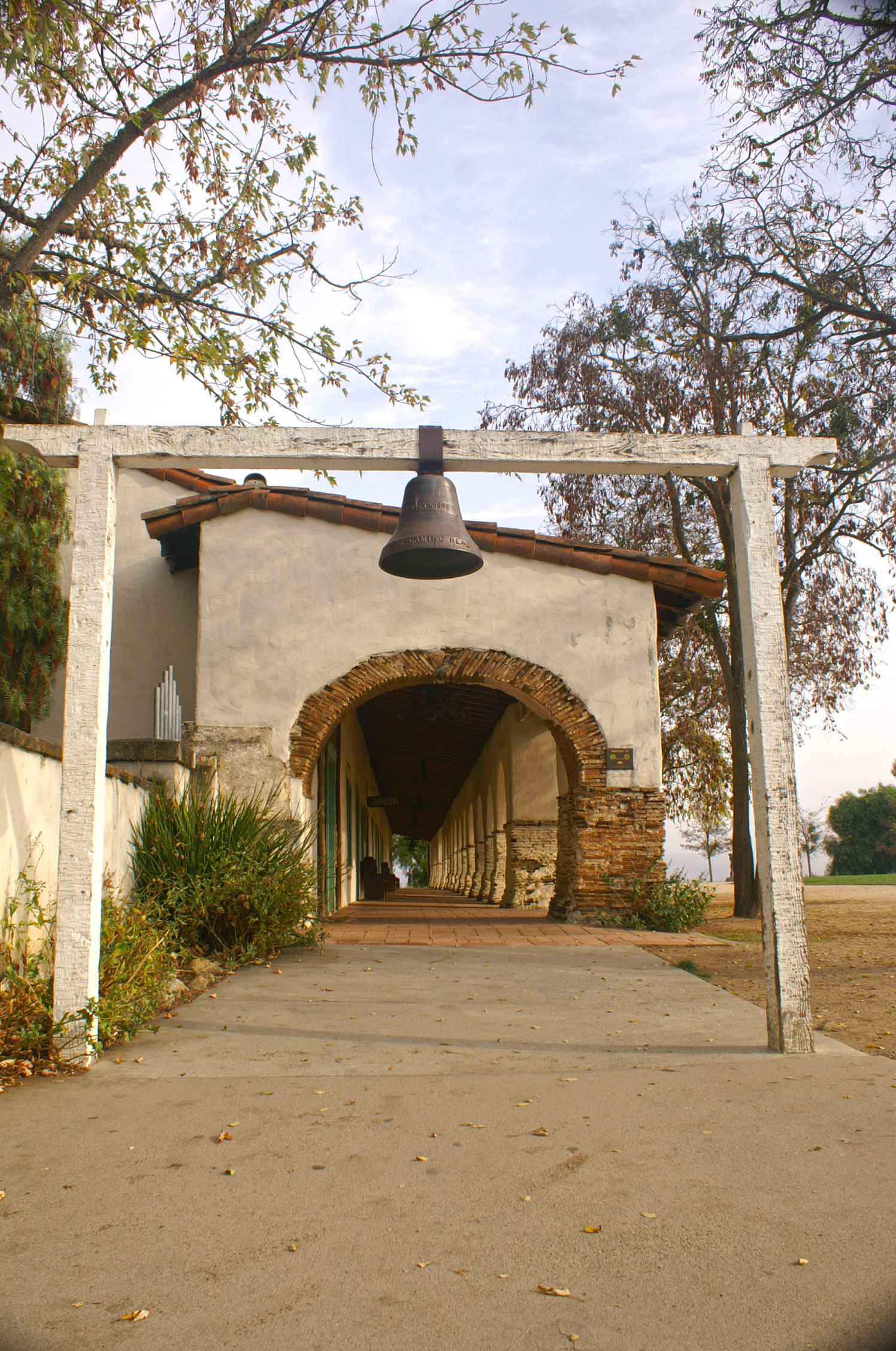
Campana de entrada

En 1815 los padres Pedro Estévan Tápis y Felipe Arroyo de la Cuesta promovieron el aprendizaje del canto con un sistema de notación desarrollado en España que utiliza colores o texturas variados para la música polifónica, generalmente (de abajo a arriba) negro sólido, rojo sólido, contorno negro (a veces amarillo sólido) y contorno rojo (o contorno negro cuando se usaba amarillo). La popularidad del coro de niños de la misión supuso el sobrenombre de la Misión de la Música. Dos de sus libros de coro o cantorales manuscritos se conservan en el Museo de San Juan Bautista. Cuando el Padre Tapis murió en 1825, fue enterrado en el terreno de la misión.
En época mexicana la misión fue secularizada en 1835. 
Tras la incorporación a EE. UU. en 1850, la población de San Juan entró en auge gracias a la fiebre del oro de California. La iglesia fue reconsagrada por la Iglesia católica en 1859 y continúa sirviendo como parroquia de la diócesis de Monterey.

## Descripción
La misión está situada junto a la falla de San Andrés y ha sufrido daños por numerosos terremotos, como los de 1800 y 1906. Fue restaurada inicialmente en 1884 y luego nuevamente en 1949 con financiación de la Fundación Hearst.
La misión incluye un cementerio con más de 4.000 enterramientos entre indígenas y europeos.
La espadaña de tres campanas, o "muro de campanas", situado junto a la entrada de la iglesia, fue completamente restaurado en 2010. Un tramo sin pavimentar del Camino Real original, justo al este de la misión, se encuentra sobre un escarpe de falla. 

## Misión San Juan Bautista en la cultura popular

### Vértigo (1958)
La misión y sus terrenos ocuparon un lugar destacado en la película Vértigo de Alfred Hitchcock de 1958. La hija del productor asociado Herbert Coleman, Judy Lanini, sugirió a Hitchcock la misión como lugar de rodaje. Un campanario, añadido algún tiempo después de la construcción original y secularización de la misión, había sido demolido después de un incendio, por lo que Hitchcock añadió un campanario utilizando modelos a escala, pinturas mate y fotografías trucadas en el estudio Paramount en Los Ángeles. La torre no se parece al campanario original. La escalera de la torre fue montada dentro de un estudio.